# Ziad Tlemçani
Ziad Tlemçani (Tunisz, 1963. május 10. –) tunéziai válogatott labdarúgó.
A tunéziai válogatott tagjaként részt vett az 1998-as afrikai nemzetek kupáján.

## Statisztika
| Tunéziai válogatott | Tunéziai válogatott | Tunéziai válogatott |
| Időszak             | Mérk.               | gól                 |
| ------------------- | ------------------- | ------------------- |
| 1990                | 2                   | 0                   |
| 1991                | 3                   | 0                   |
| 1992                | 4                   | 0                   |
| 1993                | 3                   | 1                   |
| 1994                | 2                   | 0                   |
| 1995                | 0                   | 0                   |
| 1996                | 0                   | 0                   |
| 1997                | 0                   | 0                   |
| 1998                | 6                   | 3                   |
| Összesen            | 20                  | 4                   |